# 저속 전기차
저속 전기차(低速電氣車, Neighborhood Electric Vehicle)는 충전용 전원으로 충전이 불가한 전기자동차로 일본에서는 근린용전기자동차(일본어: 近隣用電気自動車, 긴린요덴키지도샤)라는 명칭으로 불린다.

## 통행 제한

저속전기차 통행금지 표지판의 도안

일반적으로 저속전기차의 통행 제한은 일정한 최고제한속도가 있는 도로에만 통행하도록 하고 있다. 대한민국에서 저속전기차의 통행이 금지된 도로는 제한속도가 100km/h 이하인 도로이며, 제한 속도가 50km/h를 초과하는 도로인 경우에는 저속전기차의 통행을 허가하고 있다. 이 때문에 자동차전용도로 뿐만 아니라 제한속도가 70km/h에서 80km/h인 일반도로에서도 저속전기차의 통행을 금지하고 있다.

### 통행 제한 도로
| 도로명       | 비고                                                                                 |
| ------------ | ------------------------------------------------------------------------------------ |
| 강변북로     |                                                                                      |
| 올림픽대로   |                                                                                      |
| 노들로       |                                                                                      |
| 국회대로     | 목동교 ~ 서강대교 남단 사거리 구간은 제한속도가 60km/h이기 때문에 고자의 통행이 불가 |
| 내부순환로   |                                                                                      |
| 동부간선도로 |                                                                                      |
| 서부간선도로 |                                                                                      |
| 양재대로     |                                                                                      |
| 서강대교     |                                                                                      |
| 원효대교     |                                                                                      |
| 성수대교     |                                                                                      |
| 올림픽대교   |                                                                                      |

## 같이 보기
- 도시형 자동차